# 祝谌予
祝谌予（1914年11月30日—1999年8月12日），原名续，字慎余，男，北京人，中国中医学家，中西医结合专家，曾任北京市政协副主席，第六、七届全国政协委员。